# Gyabronka József
Gyabronka József (Budapest, 1953. május 14. –) Jászai Mari-díjas magyar színész.

## Életpályája
Gimnáziumi tanulmányai idején került először kapcsolatba a színészettel. 1969–1971 között szerepelt a Pinceszínházban. 1975-ben végzett a Színház- és Filmművészeti Főiskolán, majd a Madách Színházhoz szerződött. Még abban az évben szerepelt először televízióban, egy Molière Tudós nők című művéből készült tévéjátékban. A Zsebtévé című gyermekműsorban vált ismertté Móka Miki megformálásával 1977-ben. Első játékfilmje az Égigérő fű című gyermekfilm volt 1979-ben. A Madách Színház után 1991–1993 között Montréalban játszott. 1994–1999 között a győri Nemzeti Színház tagja volt. 1999–2002 között a Bárka Színházban játszott, 2002–2008 között a Krétakör Színház tagja volt. 2008-tól szabadfoglalkozású.

## Magánélete
1982-ben házasságot kötött Csanádi Judit díszlettervezővel. Egy fiuk született: Gyabronka Péter (1983). Párja Török Tamara, akivel egy közös kislányuk született.

## Színpadi szerepei
- Neil Simon: A napsugárfiúk... Bemondó
- Plautus: A hetvenkedő katona... Csűrcsavaró; Palaestro
- Bertolt Brecht: Mahagonny... Alaszka Joe
- Gilbert–Sullivan: A házasságszédelgő... Bíró
- Móricz Zsigmond: A murányi kaland... Gyöngyösi
- Csehov: Cseresznyéskert... Jepihodov; Trofimov
- Ronald Millar: Abelard és Heloise... Gerard
- Hárs László: Életrajz
- Makszim Gorkij: Nyaralók... Zimin
- Federico García Lorca: A csodálatos vargáné... Szerző
- Karinthy Ferenc: Hetvenes évek... Bubu
- Hubay Miklós: Egy szerelem három éjszakája... Fiatal katona
- Billy Wilder: A házasságszerző... Barnaby
- Gogol: Holt lelkek... Petruska
- Shakespeare: Lóvátett lovagok...Pille
- Shakespeare: Tévedések vígjátéka... Syracusai Dromio
- Bertolt Brecht: Mahagonny tündöklése és bukása... Alaszka Joe
- Mark Twain: Tom Sawyer kalandjai... Tom Sawyer
- Molnár Ferenc: A doktor úr... Bertalan
- Csehov: Három nővér... Fedotyik
- Shakespeare: Sok hűhó semmiért... Balthasar
- Madách Imre: Az ember tragédiája... Tanítvány; Bábjátékos
- Szép Ernő: Patika... Balogh Kálmán
- Csiky Gergely: Mukányi... Gergely
- Alan Alexander Milne: Micimackó... Micimackó
- Shakespeare: A makrancos hölgy avagy Boszorkányszelídítés... Grumio
- Szabó Magda: A csata... Pilve
- Háy Gyula: Isten, császár, paraszt... Wallenrod Hans
- T. S. Eliot: Macskák... Elvisz Trén; Ben Mickering
- Wesker: A királynő katonái...Mosolygó Washington
- Gorkij: Kispolgárok... Siskin
- Száraz György: Hajnali szép csillag
- Shakespeare: Vízkereszt, vagy amit akartok... Bohóc
- Ray Cooney: Páratlan páros... Bobby Franklyn
- Colin Higgins: Maude és Harold... Harold Chasen
- Müller Péter: Doctor Herz... Albert Einstein
- Molnár Ferenc: A hattyú... Albert
- Shakespeare: Lear... Kisember
- Molière: Don Juan... Sganarelle; Leporello
- Joshua Sobol: Gettó... Hasszideus; Rabbi
- Sławomir Mrożek: A nyílt tengeren... Kicsi hajótörött
- Patrick: Teaház az Augusztusi Holdhoz... Seiko
- Müller Péter: Mária evangéliuma... III. Pásztor
- Daniel Keyes: Virágot Algernonnak... Strauss
- Victor Hugo: A királyasszony lovagja... Egy szolga
- John Steinbeck: Egerek és emberek... George
- Georges Feydeau: Bolha a fülbe... Camille Chandebise
- Simon: Furcsa pár... Felix Unger
- Csehov: De mi lett a nővel?... Gyabkin
- Kiss Csaba: Shakespeare király drámák avagy, ritkán hagyja el dögben rakott sejtjét a méh... York
- Fjodor Mihajlovics Dosztojevszkij: Bűn és bűnhődés... Porfirij
- Arthur Miller: Az ügynök halála
- Szép Ernő: Lila ákác... Majmóci
- Oswald: Versekkel kártyázó szép hölgyek... Morotaka úr
- Kárpáti Péter: Tóthferi, avagy hogy született a világhőse, kinek keresztanyja a Szentpétör volt... Szentpétör
- John Webster: Amalfi hercegnő... Delio
- Miller: Megszállottak... Halvaholla tiszteletes
- Mácsai Pál – Guelmino Sándor: Mi újság, múlt század?
- Szilágyi Andor: El nem küldött levelek... Angelus
- Parti Nagy Lajos: Ibusár
- Bacher–Eörsi-Forgács-Parti-Tasnádi: Hazám, hazám... avagy a politika halála
- Friedrich Dürrenmatt: Play Strindberg... Edgar
- Csehov: Sirály... Pjotr Nyikolajevics Szorin
- Molière: A mizantróp... Philinte
- Schilling-Moldvai-Jeli-Veress-Tasnádi: FEKETEország
- Térey János: A Nibelung-lakópark 3. rész: Hagen avagy a gyűlöletbeszéd...
- Ödön von Horváth: Kasimir és Karoline... Juanita
- Henrik Ibsen: Peer Gynt... Peer Gynt
- Vlagyimir Szorokin: A jég... Rom; Andrej
- Shakespeare-Blake-Büchner-Eminem-Ginsberg-Goethe-József Attila-Pilinszky: hamlet.ws
- Vinnai-Peer: Pestiesti
- Bodó Viktor – Vinnai András – Tasnádi István: Bérháztörténetek 0.1
- Tracy Letts: Augusztus Oklahomában... Bill Fordham
- Euripidész: Oidipusz gyermekei... Hírnök
- Luke Rhinehart: Kockavető
- Heltai Jenő: Naftalin... Házmester
- Tasnádi-Váradi-Dömötör: Kihagyhatatlan
- Bergman: Dúl-fúl, és elnémul... Osvald Vogler
- Larry McMurtry: Becéző Szavak... Garrett, az asztronauta szomszéd

Montréalban
- Peter Shaffer: Amadeus... Van Sweeten báró
- George Bernard Shaw: A hős és a csokoládékatona... Nikola

## Filmjei

### Játékfilmek
- Égigérő fű (1979) – Fiatal férj
- Országalma (1998) – Hadnagy
- Rozika nem fél (1999)
- A kis utazás (2000) – Tornatanár
- Hazám hazám (2002, 2007)
- Oroszlánbarlang (2003) – Laszlo Juskus (2005-ös magyar szinkron)
- Sorstalanság (2005) – Balszerencsés
- Szoknya (2006)
- FEKETEország (2007)
- Márió, a varázsló (2007) – Ügyvéd
- Overnight (2007) – Taxis
- Foszfor (2009, rövid játékfilm) – Apu
- Drága besúgott barátaim (2012) – Kolléga I.
- Én is téged, nagyon (2012, rövid játékfilm) – Péter
- Coming out (2013) – Kálmán
- Ebben a városban (2013)
- Nekem Budapest (2013) – Mihály
- 1989 – Határon (2014) – Németh Miklós (hang)
- Utóélet (2014)
- Couch Surf (2014) – Elnök
- Hajnali láz (2015) – Svensson
- Remény (2015, rövid játékfilm)
- Szabó úr (2015, rövid játékfilm) – Orvos
- Kincsem (2017) – Hesp Róbert
- Lajkó – Cigány az űrben (2018) – Karmazsin Jenő
- Curtiz (2018) – S.Z. Sakall
- Idegenek (2019) – Orvos
- Apró mesék (2019) – Jegyző
- Uncle Zsiga (2021, rövid játékfilm) – Uncle Zsiga

### Tévéfilmek
- Volt egyszer egy szerelem
- Lóvátett lovagok
- Aucasin és Nicolette (1974)
- Felelet 1-8. (1974)
- Bach Arnstadtban (1975) – J. S. Bach
- Tudós nők (1975) – Tüske
- A 78-as autóbusz útvonala – Kis kitérővel (1977) – Orvoshallgató
- Ketten a tavon (1977)
- Nagycsaládú ember (1977)
- Űrtörténetek (1977) – Wescott (A hamisítvány)
- Zsebtévé 46-61. (1978-1982) – Móka Miki
- Félkész cirkusz (1978)
- Holló a hollónak (1978)
- Lidérces álmok (1978)
- A dicsekvő varga (1979) – Varga Pál
- Képviselő úr (1979)
- A Sipsirica 1-2. (1980) – Dombora
- Az isztambuli vonat 1-4. (1980) – Lázár János
- Enyhítő körülmény (1980) – Kalló Tibor
- Leánykérés éjjel kettőkor (1980)
- Mathiász panzió (1980)[3] – Hódi Béla
- Szerelem (1980)
- Zenés TV Színház (1980-1989)

- Leánykérés éjjel kettőkor (1980) – Dardard
- Mi muzsikus lelkek (1981) – Vendég; Énekes; Rikkancs; Parasztfiú
- Osztrigás Mici (1983) – Kis herceg
- Lili (1989) – Plinchard, majd René
- Pygmalion (1982) – Freddy
- Kérők (1984)[4] – Ügyelő / Tamás
- A szembesítés eredménytelen (1985)
- Tűrhető Lajos (1988)
- Aranyoskáim (1996)
- Bűn és bűnhődés (1998) – Louzhin (1999-es magyar szinkron)
- Családi kör (1999)
- Paraszt dekameron (2001) – Férfi II.
- Dinotópia (2002) – Dr. Koorosh
- Karácsonyi vers (2003)
- A Nibelung-lakópark (2009)
- Egynyári kaland (2017) – Árpád
- A besúgó (2022) – Geri apja
- A Király (2022) – Erdős Péter
- Emberszag (2022) – Szép Ernő

### Rajzfilmek
- Vízipók-csodapók I. (1976) – Levelibéka (hang)
- Pityke (1979) – További szereplők (hang)
- Vuk 1-4. (1980 [1981 mozifilmként]) – Felnőtt Vuk (hang)
- Megmutatom, messziről… (1981) – Riporter (hang)
- Kérem a következőt! III. (1982-1983) – További szereplők (hang)
- Bucó, Szetti, Tacsi és az ékszertolvajok (1987) – Bucó (hang)
- Vili, a veréb (1989) – Csures, Spagyi alvezére (hang)
- A kék egér II. (1998) – Tüskemanó (hang)
- Grimm Café (2013) – Jancsi (hang)

## Szinkronszerepei

### Filmek
| Év   | Cím                                                                         | Szereplő                                                         | Színész              | Szinkron év |
| ---- | --------------------------------------------------------------------------- | ---------------------------------------------------------------- | -------------------- | ----------- |
| 1933 | Alice Csodaországban                                                        | N/A                                                              | N/A                  | 1976        |
| 1935 | Charlie Chan Egyiptomban                                                    | Tom Evans, az archeológus                                        | Thomas Beck          | 1990        |
| 1937 | Az ötödik esküdt                                                            | N/A                                                              | N/A                  | 1978        |
| 1947 | Asszony a tóban                                                             | Phillip Marlowe                                                  | Robert Montgomery    | 2006        |
| 1949 | Sárga szalagot viselt (hangalámondás)                                       | Flint Cohill hadnagy                                             | John Agar            | 1991        |
| 1950 | Férfisors                                                                   | N/A                                                              | N/A                  | 1989        |
| 1950 | Három kis szó                                                               | Bert Kalmar                                                      | Fred Astaire         | 2006        |
| 1951 | A fehér öltönyös férfi                                                      | N/A                                                              | N/A                  | 2021        |
| 1952 | A vasárnap hősei                                                            | N/A                                                              | N/A                  | 1994        |
| 1954 | Kár, hogy bestia (2. magyar szinkron)                                       | Lina másik barátja                                               | N/A                  | 1979        |
| 1955 | Eileen, a húgom                                                             | N/A                                                              | N/A                  | 1984        |
| 1955 | Gyermekbíróság                                                              | N/A                                                              | N/A                  | 1980        |
| 1958 | Horgász a pácban                                                            | Fényképész                                                       | Yves Robert          | 1979        |
| 1959 | Charley nénje                                                               | N/A                                                              | N/A                  | 1977        |
| 1959 | Nazarín                                                                     | N/A                                                              | N/A                  | 1993        |
| 1960 | A búcsú (2. magyar szinkron)                                                | Robert Mertens                                                   | Götz George          | 1980        |
| 1960 | Aki szelet vet (3. magyar szinkron)                                         | E. K. Hornbeck                                                   | Gene Kelly           | 2004        |
| 1960 | Mindenki haza (2. magyar szinkron)                                          | Codegato                                                         | Nino Castelnuovo     | 1982        |
| 1961 | A lovascsendőr                                                              | N/A                                                              | N/A                  | 1979        |
| 1961 | A szövetséges                                                               | N/A                                                              | N/A                  | 1980        |
| 1961 | Vadállatok a fedélzeten (magyar szinkron)                                   | Motya                                                            | Alekszandr Szirin    | 1976        |
| 1963 | Az igazságszolgáltatás nevében (1. magyar szinkron)                         | Gina ügyvédje                                                    | N/A                  | 1984        |
| 1963 | Tom Jones (3. magyar szinkron)                                              | Square                                                           | John Moffatt         | 2001        |
| 1964 | Dr. Strangelove (3. magyar szinkron)                                        | Lionel Mandrake ezredes / Merkin Muffley elnök / Dr. Strangelove | Peter Sellers        | 2009        |
| 1965 | A csábítás trükkje (2. magyar szinkron)                                     | N/A                                                              | N/A                  | 2002        |
| 1965 | Alphaville, a titokzatos város                                              | Dr. Heckell                                                      | Jean-André Fieschi   | 1980        |
| 1965 | Az ügyfél feje                                                              | N/A                                                              | N/A                  | 1975        |
| 1965 | Dundee őrnagy                                                               | Gomez őrmester                                                   | Mario Adorf          | 2001        |
| 1965 | Verseny a javából                                                           | N/A                                                              | N/A                  | 1977        |
| 1966 | Dollár-trilógia 3.: A Jó, a Rossz és a Csúf (2. magyar szinkron)            | Alkoholista északi kapitány                                      | Aldo Giuffrè         | 2002        |
| 1966 | Gyengédség (2. magyar szinkron)                                             | Timur                                                            | Rogyion Nahapetov    | 1976        |
| 1967 | A makrancos hölgy (1. magyar szinkron)                                      | N/A                                                              | N/A                  | 1981        |
| 1967 | Diploma előtt                                                               | Carl Smith                                                       | Brian Avery          | 1975        |
| 1967 | Diploma előtt                                                               | Borotválkozó diák                                                | Ben Murphy           | 1975        |
| 1967 | Egy hatpennys fele                                                          | N/A                                                              | N/A                  | 1988        |
| 1967 | Nyugodjanak békében                                                         | Requiescant                                                      | Lou Castel           | 1981        |
| 1967 | Várj, míg sötét lesz (1. magyar szinkron)                                   | Shatner                                                          | Frank O’Brien        | 1982        |
| 1968 | A hullaégető                                                                | N/A                                                              | N/A                  | 1996        |
| 1968 | Ha… (1. magyar szinkron)                                                    | N/A                                                              | N/A                  | 1976        |
| 1968 | Lopott csókok (1. magyar szinkron)                                          | Börtönőr                                                         | N/A                  | 1976        |
| 1969 | A hentes                                                                    | Popaul Thomas                                                    | Jean Yanne           | 2007        |
| 1969 | A Télapót Willinek hívták                                                   | N/A                                                              | N/A                  | 1976        |
| 1969 | Szétlőtt vasárnap                                                           | N/A                                                              | N/A                  | 1992        |
| 1970 | Dodeszukaden                                                                | Roku-csan                                                        | Zusi Jositaka        | 1976        |
| 1970 | Egy hekus halála                                                            | Favenin nyomozó                                                  | Michel Bouquet       | 2022        |
| 1970 | Egy kezdő hóhér első ügye                                                   | N/A                                                              | N/A                  | 1991        |
| 1970 | Mozigyilkos                                                                 | N/A                                                              | N/A                  | 1981        |
| 1970 | Tájkép csata után (2. magyar szinkron)                                      | N/A                                                              | N/A                  | 2006        |
| 1970 | Törvénysértő seriff                                                         | Clay McCain                                                      | Jeff Dalton          | 1978        |
| 1971 | Banánköztársaság (1. magyar szinkron)                                       | N/A                                                              | N/A                  | 2001        |
| 1971 | Mária, a skótok királynője (2. magyar szinkron)                             | Andrew                                                           | Jeremy Bulloch       | 1979        |
| 1971 | Mortadella (1. magyar szinkron)                                             | Kékesfehér polós férfi a lépcsőházban                            | N/A                  | 1978        |
| 1971 | Szókratész                                                                  | N/A                                                              | N/A                  | 2006        |
| 1971 | Támadás Rommel ellen                                                        | Heinz Schroeder kapitány                                         | Karl-Otto Alberty    | 2003        |
| 1972 | Az ötös számú vágóhíd (1. magyar szinkron)                                  | Robert Pilgrim                                                   | Perry King           | 1979        |
| 1973 | A csodálatos öltöny                                                         | N/A                                                              | N/A                  | 1976        |
| 1973 | A lány és a galambok                                                        | N/A                                                              | N/A                  | 1976        |
| 1973 | A tizenötéves kapitány                                                      | Dick Sand                                                        | José Manuel Marcos   | 1977        |
| 1973 | Amarcord                                                                    | Titta Biondi                                                     | Bruno Zanin          | 1984        |
| 1973 | Az aranyhaj                                                                 | Jirík                                                            | Petr Štěpánek        | 1975        |
| 1973 | Az ügyefogyott Rómeó                                                        | N/A                                                              | N/A                  | 1975        |
| 1973 | Fennsíkok csavargója (2. magyar szinkron)                                   | Morgan Allen                                                     | Jack Ging            | 2004        |
| 1973 | Szerelmes Blume                                                             | N/A                                                              | N/A                  | 1982        |
| 1973 | Szerencsés utat!                                                            | N/A                                                              | N/A                  | 1978        |
| 1973 | Volt három nőtlen fiatalember                                               | N/A                                                              | N/A                  | 1977        |
| 1974 | Az előkelő alvilág                                                          | Férfi a bárban                                                   | N/A                  | 1976        |
| 1974 | Detektív két tűz között (1. magyar szinkron)                                | Orvos                                                            | N/A                  | 1978        |
| 1974 | Földiek                                                                     | Szenya                                                           | Szergej Nyikonyenko  | 1978        |
| 1974 | Leonie                                                                      | Allan Wayworth                                                   | Richard Morant       | 1978        |
| 1974 | Piedone 2.: Piedone Hongkongban (1. magyar szinkron)                        | A hong-kongi hármasikrek egyik tagja                             | N/A                  | 1977        |
| 1974 | Szép remények (1. magyar szinkron)                                          | Herbert Pocket                                                   | Andrew Ray           | 1991        |
| 1975 | Agyő, haver! (1. magyar szinkron)                                           | Mercier fia                                                      | N/A                  | 1977        |
| 1975 | Huckleberry Finn                                                            | Tom Sawyer                                                       | Don Most             | 1979        |
| 1975 | Megtalálták a 7. századot                                                   | Krumplit lejmoló kiskatona                                       | N/A                  | 1978        |
| 1975 | Nem is olyan rossz ember…                                                   | N/A                                                              | N/A                  | 1982        |
| 1975 | Péntek, a bennszülött                                                       | N/A                                                              | N/A                  | 1977        |
| 1976 | A Ferramonti-örökség                                                        | N/A                                                              | N/A                  | 1999        |
| 1976 | A Midway-i csata                                                            | Ernest L. Blake alparancsnok                                     | Robert Wagner        | 1999        |
| 1976 | Csak egy asszony…                                                           | Julien Gailland                                                  | William Coryn        | 1977        |
| 1976 | Csillag születik                                                            | Bobbie Ritchie                                                   | Gary Busey           | 1989        |
| 1976 | Focizzon, aki tud                                                           | N/A                                                              | N/A                  | 1977        |
| 1976 | Kezedben a kulcs                                                            | Szasa Majdanov                                                   | Alekszandr Bogdanov  | 1979        |
| 1976 | Mentsd meg Zapatát!                                                         | N/A                                                              | N/A                  | 1978        |
| 1976 | Nápoly bűnös utcái                                                          | Antinori                                                         | Attilio Duse         | 2020        |
| 1977 | A falka                                                                     | Jerry                                                            | Joe Don Baker        | 2007        |
| 1977 | A légy halála                                                               | Milan Hlavácek                                                   | Luboš Knytl          | 1978        |
| 1977 | Annie Hall                                                                  | Vendég Lacey partiján                                            | Alan Landers         | 1980        |
| 1977 | Apámuram                                                                    | N/A                                                              | N/A                  | 1979        |
| 1977 | Bogár                                                                       | Kópé                                                             | Evert Holtzer        | 1982        |
| 1977 | Csoportkép hölggyel                                                         | Boldig                                                           | Rüdiger Vogler       | 2000        |
| 1977 | Fayard bíró, akit seriffnek hívtak                                          | N/A                                                              | N/A                  | 1978        |
| 1977 | Fekete fülű fehér Bim                                                       | Rendőr                                                           | Andrej Martinov      | 1979        |
| 1977 | Hopp, itt a majom                                                           | Merta, a fogadós                                                 | Josef Somr           | 1980        |
| 1977 | Júlia                                                                       | N/A                                                              | N/A                  | 1979        |
| 1977 | Koldus és királyfi (1. magyar szinkron)                                     | EdwardTom                                                        | Mark Lester          | 1979        |
| 1977 | Mindenkinek a maga keresztje                                                | N/A                                                              | N/A                  | 1978        |
| 1978 | A cárlány és a hét dalia (1. magyar szinkron)                               | Királyfi                                                         | Vlagyimir Vihrov     | 1980        |
| 1978 | Különös fogadás                                                             | Ales                                                             | Oldřich Kaiser       | 1981        |
| 1979 | A homokpart rejtélye (2. magyar szinkron)                                   | N/A                                                              | N/A                  | 2000        |
| 1979 | Az anyakönyvvezető nem válik                                                | N/A                                                              | N/A                  | 1981        |
| 1979 | Az ígéret szép szó                                                          | N/A                                                              | N/A                  | 2003        |
| 1979 | Csalogány (1. magyar szinkron)                                              | Evan                                                             | Jurij Vasziljev      | 1981        |
| 1979 | Katasztrófa földön-égen                                                     | Kosztya                                                          | Alekszej Jakubov     | 1980        |
| 1979 | Meteor (2. magyar szinkron)                                                 | Rolf Manheim                                                     | Bo Brundin           | 2003        |
| 1979 | Muppet Show – IV/7. rész: Dudley Moore (1. magyar szinkron)                 | Dudley Moore                                                     | Dudley Moore         | 1983        |
| 1979 | Sárgadzsekisek                                                              | N/A                                                              | N/A                  | 1982        |
| 1980 | A faláda és a kísértet                                                      | Philippe Larrivière                                              | Philippe Ruggieri    | 1983        |
| 1980 | A kicsi kocsi legújabb kalandjai (1. magyar szinkron)                       | D. J.                                                            | Charles Martin Smith | 1986        |
| 1980 | Amerikai nagybácsim (2. magyar szinkron)                                    | Léon Veestrate                                                   | Gérard Darrieu       | 2003        |
| 1980 | Éretlenek                                                                   | MC2                                                              | Gilles Roussel       | 1980        |
| 1980 | Fokhagyma és ananász                                                        | Christian von der Weide                                          | Udo Schenk           | 1983        |
| 1980 | Jobb ma egy nő, mint tegnap három                                           | Potel, Jérôme munkatársa                                         | André Valardy        | 1981        |
| 1980 | Konstans (1. magyar szinkron)                                               | N/A                                                              | N/A                  | 1985        |
| 1980 | Nincsen hulla Lilly nélkül                                                  | Goderer, rendőr                                                  | Hans-Peter Heinzl    | 1983        |
| 1981 | A nagy verseny                                                              | Stefan Budny                                                     | Tadeusz Bradecki     | 1991        |
| 1981 | Életre-halálra                                                              | Pike                                                             | Jamie Roberts        | 1985        |
| 1981 | Eltűntnek nyilvánítva (1. magyar szinkron)                                  | Silvio                                                           | Alex Camacho         | 1983        |
| 1981 | Gőg                                                                         | N/A                                                              | N/A                  | 1984        |
| 1981 | Nyárutó                                                                     | Josh                                                             | Stephen Collins      | 1984        |
| 1981 | Újrakezdem háromról                                                         | N/A                                                              | N/A                  | 1998        |
| 1982 | A világgá ment királylány                                                   | Jacques herceg                                                   | Alekszandr Galibin   | 1984        |
| 1982 | Az ember, aki lezárta a várost                                              | Aleksei Rogov                                                    | Rogyion Nahapetov    | 1983        |
| 1982 | Sok pénznél jobb a több                                                     | Hubert                                                           | Eric Legrand         | 1984        |
| 1982 | VI. Henrik 1-3.                                                             | Károly, a dauphin                                                | Ian Saynor           | 1987        |
| 1982 | VI. Henrik 1-3.                                                             | IV. Edward                                                       | Brian Protheroe      | 1987        |
| 1983 | Szenvedélyes bolondság                                                      | N/A                                                              | N/A                  | 1985        |
| 1983 | Tavaszi szimfónia                                                           | Robert Schumann                                                  | Herbert Grönemeyer   | 1984        |
| 1984 | Amadeus (első-két magyar szinkron)                                          | Wolfgang Amadeus Mozart                                          | Tom Hulce            | 1990        |
| 1984 | Amadeus (első-két magyar szinkron)                                          | Wolfgang Amadeus Mozart                                          | Tom Hulce            | 2002        |
| 1984 | Fenyvestábor                                                                | Dennis Baxter                                                    | Michael J. Fox       | 1987        |
| 1984 | Gulag                                                                       | Yuri                                                             | Eugene Lipinski      | 1994        |
| 1985 | Az elengedett kéz                                                           | Alex                                                             | John Ritter          | 1987        |
| 1985 | Bíborszín (1. magyar szinkron)                                              | Harpo Jonson                                                     | Willard E. Pugh      | 1988        |
| 1985 | Titus Andronicus                                                            | Saturninus                                                       | Brian Protheroe      | 1993        |
| 1985 | Via Mala 1-3.                                                               | Niklaus Lauretz                                                  | Dominique Pinon      | 1990        |
| 1985 | Vigyázat, már megint nyomozunk! (2. magyar szinkron)                        | Johnny                                                           | John Sham            | 2001        |
| 1986 | A rózsa neve (3. magyar szinkron)                                           | Malakiás                                                         | Volker Prechtel      | 2003        |
| 1986 | Gung Ho                                                                     | Hunt Stevenson                                                   | Michael Keaton       | 1997        |
| 1986 | Howard, a kacsa                                                             | Howard T. Duck (hang)                                            | Chip Zien            | 1990        |
| 1987 | A szerető                                                                   | N/A                                                              | N/A                  | 1990        |
| 1987 | Cápa 4. – A cápa bosszúja                                                   | Sean Brody                                                       | Mitchell Anderson    | 1989        |
| 1987 | Élet-halál tánc (1. magyar szinkron)                                        | C. C. Drood                                                      | Tom Hulce            | 1991        |
| 1987 | Nőtől nőig                                                                  | Dieter                                                           | N/A                  | 1989        |
| 1988 | A vádlottak                                                                 | N/A                                                              | N/A                  | 1991        |
| 1988 | Császármetszés                                                              | Pietrzak                                                         | Zdzisław Wardejn     | 1991        |
| 1989 | Meztelen hazugság                                                           | N/A                                                              | N/A                  | 2008        |
| 1989 | Nincs irgalom                                                               | Arthur Kressler                                                  | William Forsythe     | 2000        |
| 1990 | A halál nem felejt (1. magyar szinkron)                                     | Leon Abrahams                                                    | John Savage          | 1991        |
| 1990 | Alice (2. magyar szinkron)                                                  | Joe                                                              | Joe Mantegna         | 2001        |
| 1990 | Elit kommandó (1. magyar szinkron)                                          | Dale Hawkins hadnagy                                             | Charlie Sheen        | 1990        |
| 1990 | Megalázottak és megszomorítottak                                            | Maszlobojev                                                      | Alekszandr Abdulov   | 2005        |
| 1990 | Micsoda nő!                                                                 | N/A                                                              | N/A                  | 1990        |
| 1990 | Nagymenők (3. magyar szinkron)                                              | Sonny Bunz                                                       | Tony Darrow          | 2002        |
| 1990 | Ördögűző 3. (2. magyar szinkron)                                            | Dyer atya                                                        | Ed Flanders          | 2020        |
| 1991 | Jobb ma egy zsaru, mint holnap kettő                                        | Nick Lang / Ray Casanov                                          | Michael J. Fox       | 1991        |
| 1991 | Karolinai kísértet (1. magyar szinkron)                                     | Leon Bryant helyettes                                            | Marc Macaulay        | 1992        |
| 1991 | Lucinda Smith magánháborúja                                                 | Edward                                                           | Nigel Havers         | 1994        |
| 1991 | Párizs ébred                                                                | Zablonsky                                                        | Martin Lamotte       | 2007        |
| 1992 | Batman 2.: Batman visszatér                                                 | Bruce Wayne / Batman                                             | Michael Keaton       | 1992        |
| 1992 | Ha te nem vagy képes, édes…                                                 | Charlie Alderson                                                 | Jeff Conaway         | 1993        |
| 1992 | Semmiségek                                                                  | Lepetit                                                          | Fabrice Luchini      | 2009        |
| 1992 | Szélvész nyomozó                                                            | Frank Orozco hadnagy                                             | Tony Lo Bianco       | 2005        |
| 1993 | Árnyakkal csatázva                                                          | Dario                                                            | Tito Valverde        | 1997        |
| 1993 | Az alagút túloldalán                                                        | Aurelio                                                          | Gonzalo Vega         | 1997        |
| 1993 | Egy lövés a fejbe, öt a testbe (1. magyar szinkron)                         | Clark nyomozó                                                    | Clifford Predgen     | 1994        |
| 1993 | Kék tengermély                                                              | Stefano                                                          | N/A                  | 1997        |
| 1994 | Csalfa csábítások (1. magyar szinkron)                                      | Matt Garven                                                      | Ron White            | 1995        |
| 1994 | Csupasz pisztoly 33 1/3 – Az utolsó merénylet                               | Rendező                                                          | Joe Grifasi          | 1994        |
| 1994 | Egy másik nő                                                                | N/A                                                              | N/A                  | 1995        |
| 1994 | Frankenstein (2. magyar szinkron)                                           | Henry                                                            | Tom Hulce            | 2009        |
| 1994 | Ivan Csonkin közlegény élete és különleges kalandjai                        | Golubjev                                                         | Vlagyimir Iljin      | 1998        |
| 1994 | Lapzárta                                                                    | Phil                                                             | Jack Kehoe           | 1995        |
| 1994 | Mae West – és a férfiak                                                     | N/A                                                              | N/A                  | 2001        |
| 1994 | Maugli, a dzsungel fia                                                      | Nathoo                                                           | Faran Tahir          | 1995        |
| 1994 | Szív és lábtörést                                                           | Yuri Borodinoff nyomozó                                          | Jacek Koman          | 1998        |
| 1995 | A hullámok rabjai                                                           | Mike                                                             | Keith Allen          | 1998        |
| 1995 | A látnok                                                                    | David Mander                                                     | Andrew McCarthy      | 1997        |
| 1995 | Csendszimfónia (1. magyar szinkron)                                         | Wolters igazgatóhelyettes                                        | William H. Macy      | 2000        |
| 1995 | Die Hard 3. – Az élet mindig drága (2. magyar szinkron)                     | John Turley őrmester                                             | J. R. Horne          | 2000        |
| 1995 | Halálos kötődés (1. magyar szinkron)                                        | Alan Cross                                                       | Adrian Dunbar        | 1996        |
| 1995 | Mesebeli vadnyugat                                                          | Paul Bunyan                                                      | Oliver Platt         | 1996        |
| 1996 | A képregény regénye                                                         | N/A                                                              | N/A                  | 1999        |
| 1996 | A selyem sikolya                                                            | Gabriel de Villemer                                              | Sergio Castellitto   | 2000        |
| 1996 | A szerelem hangja                                                           | ?                                                                | ?                    | 2004        |
| 1996 | Az angol beteg                                                              | Őrmester, sivatagi vonat                                         | Roger Morlidge       | 1997        |
| 1996 | Csont nélkül                                                                | Jimmy Flaherty                                                   | Dan Aykroyd          | 1997        |
| 1996 | Ed – Madarat tolláról                                                       | N/A                                                              | N/A                  | 1997        |
| 1996 | Harriet, a kém                                                              | Mr. Welsch                                                       | Robert Joy           | 1997        |
| 1996 | Jeruzsálem                                                                  | N/A                                                              | N/A                  | 1998        |
| 1996 | Muszklimikulás                                                              | Lenny                                                            | Don Stark            | 2003        |
| 1996 | Sharpe – IV/3. rész: Sharpe küldetése                                       | N/A                                                              | N/A                  | 2010        |
| 1997 | Az élet szép                                                                | Ferruccio                                                        | Sergio Bini Bustric  | 1999        |
| 1997 | Kamasz nyár                                                                 | N/A                                                              | N/A                  | 1999        |
| 1997 | Tűzfény                                                                     | N/A                                                              | N/A                  | 2001        |
| 1998 | Mint a kámfor (1. magyar szinkron)                                          | Ray Nicolette                                                    | Michael Keaton       | 1999        |
| 1999 | A behajtók (1. magyar szinkron)                                             | Barnes                                                           | Tony Calabretta      | 2005        |
| 1999 | A világ második legjobb gitárosa                                            | Bill Shields                                                     | Brian Markinson      | 2001        |
| 1999 | Happy Texas (1. magyar szinkron)                                            | Wayne Wayne Wayne Jr. (David)                                    | Steve Zahn           | 2000        |
| 1999 | Légyott a hetesen                                                           | René                                                             | Olivier Gourmet      | 2000        |
| 1999 | Magnolia                                                                    | Donnie Smith csodagyerek                                         | William H. Macy      | 2000        |
| 1999 | Szupersztár                                                                 | Tylenol Ritley atya                                              | Mark McKinney        | 2000        |
| 2000 | A bájkeverő                                                                 | Bob / Roberto / Pasi a strandon / Bob Bob, sportriporter         | Paul Adelstein       | 2000        |
| 2000 | Csali (2. magyar szinkron)                                                  | Edgar Clenteen                                                   | David Morse          | 2004        |
| 2000 | Táncos a sötétben                                                           | Bill Houston                                                     | David Morse          | 2001        |
| 2000 | Vissza a természetbe!                                                       | N/A                                                              | N/A                  | 2003        |
| 2001 | A majmok bolygója                                                           | Leo Davidson kapitány                                            | Mark Wahlberg        | 2001        |
| 2001 | A számat figyeld                                                            | Marchand                                                         | Olivier Gourmet      | 2001        |
| 2001 | Artúr király és a nők 1-2.                                                  | N/A                                                              | N/A                  | 2005        |
| 2002 | Kutyám, a filmsztár                                                         | Giuseppe Pardi                                                   | Lino Banfi           | 2005        |
| 2002 | Széftörők (2. magyar szinkron)                                              | Riley                                                            | William H. Macy      | 2003        |
| 2002 | Véres vasárnap                                                              | N/A                                                              | N/A                  | 2002        |
| 2003 | Az elfelejtett herceg                                                       | V. György                                                        | Tom Hollander        | 2003        |
| 2003 | Jégvihar                                                                    | Dan Blanchard                                                    | Ted McGinley         | 2004        |
| 2003 | Rablójárat (2. magyar szinkron)                                             | Matthewson                                                       | Butch Hammett        | 2006        |
| 2003 | Vasárnapi ebéd                                                              | Massimo Papi                                                     | Massimo Ghini        | 2006        |
| 2004 | A tűzben edzett férfi                                                       | Jordan                                                           | Mickey Rourke        | 2005        |
| 2004 | Jó társaság                                                                 | Steckle                                                          | Clark Gregg          | 2007        |
| 2004 | Nőies játékok                                                               | Samuel Pepys                                                     | Hugh Bonneville      | 2010        |
| 2005 | A rejtelmes sziget (2. magyar szinkron)                                     | Atherton                                                         | Chris Larkin         | 2006        |
| 2005 | Ezt jól kifőztük!                                                           | Dan                                                              | David Koechner       | 2009        |
| 2005 | Titkok háza                                                                 | Bélisaire Beresford ezredes                                      | André Dussollier     | 2009        |
| 2006 | Az Északi-tenger kalózai                                                    | N/A                                                              | N/A                  | 2007        |
| 2007 | A trükk                                                                     | Charlie Berns                                                    | William H. Macy      | 2008        |
| 2007 | Agatha Christie: Marple – III/3. rész: Éjféltájt                            | Mallard                                                          | Alan Davies          | 2008        |
| 2007 | Ember a magasban (magyar hangalámondás)                                     | Jim Moore                                                        | Jim Moore            | 2009        |
| 2007 | Maxwell                                                                     | Peter Laister                                                    | Stuart Organ         | 2011        |
| 2007 | Mindig gengszter akartam lenni                                              | N/A                                                              | N/A                  | 2011        |
| 2008 | Agatha Christie: Marple – IV/2. rész: Könnyű gyilkosság                     | N/A                                                              | N/A                  | 2009        |
| 2008 | Agatha Christie: Marple – IV/4.: Miért nem szóltak Evansnek?                | Alec Nicholson                                                   | Rik Mayall           | 2009        |
| 2008 | Ezt megint jól kifőztük!                                                    | Dan                                                              | David Koechner       | 2012        |
| 2008 | Hancock                                                                     | Ray Embrey                                                       | Jason Bateman        | 2008        |
| 2008 | Miss Austen bánata (2. magyar szinkron)                                     | Henry Austen                                                     | Adrian Edmondson     | 2011        |
| 2008 | Otthon az úton                                                              | Michael                                                          | Olivier Gourmet      | 2010        |
| 2009 | Ahol a vadak várnak                                                         | Douglas (hang)                                                   | Chris Cooper         | 2010        |
| 2009 | Ki vagy, doki? – A holtak bolygója                                          | McMillan felügyelő                                               | Adam James           | 2010        |
| 2009 | Komfortos mennyország                                                       | George Harvey                                                    | Stanley Tucci        | 2010        |
| 2009 | Micmacs – (N)Agyban megy a kavarás                                          | Bazil                                                            | Dany Boon            | 2010        |
| 2009 | Sármos Harry                                                                | Peter Rheems                                                     | John Savage          | 2011        |
| 2009 | Victor                                                                      | Guillaume Saillard                                               | Antoine Duléry       | 2012        |
| 2010 | A daytoni Majom-per                                                         | N/A                                                              | N/A                  | 2012        |
| 2010 | Charlie St. Cloud halála és élete                                           | Tink Weatherbee                                                  | Donal Logue          | 2010        |
| 2010 | Rubber                                                                      | Chad hadnagy                                                     | Stephen Spinella     | 2011        |
| 2011 | A negyedik                                                                  | Frank                                                            | Brian Howe           | 2011        |
| 2011 | Bor, tangó, kapufa                                                          | Christian                                                        | Anders W. Berthelsen | 2013        |
| 2011 | Förtelmes főnökök                                                           | Nick Hendricks                                                   | Jason Bateman        | 2011        |
| 2011 | Hat nap adásig: Így készül a South Park (magyar hangalámondás)              | Herbert Garrison a South Park című rajzfilmsorozatban (hang)     | Trey Parker          | 2012        |
| 2011 | Rossz tanár                                                                 | Wally Snur igazgató                                              | John Michael Higgins | 2011        |
| 2011 | Sherlock Holmes 2. – Árnyjáték                                              | Moriarty professzor                                              | Jared Harris         | 2011        |
| 2011 | Suszter, szabó, baka, kém                                                   | Percy Alleline                                                   | Toby Jones           | 2011        |
| 2011 | Szerelmes üzenetek                                                          | N/A                                                              | N/A                  | 2013        |
| 2012 | A gyilkos médium                                                            | Paul Shackleton                                                  | Toby Jones           | 2012        |
| 2012 | A kezelés                                                                   | Brendan atya                                                     | William H. Macy      | 2013        |
| 2012 | Az Argo-akció                                                               | Lee Schatz                                                       | Rory Cochrane        | 2012        |
| 2012 | Django elszabadul                                                           | Leonide Moguy                                                    | Dennis Christopher   | 2012        |
| 2012 | Holdfény királyság                                                          | Mesélő                                                           | Bob Balaban          | 2013        |
| 2012 | Kétkedő fundamentalista                                                     | N/A                                                              | N/A                  | 2013        |
| 2012 | Napos oldal                                                                 | Jake                                                             | Shea Whigham         | 2013        |
| 2012 | Póktámadás (1. magyar szinkron)                                             | Jean Jacques                                                     | Dane Rhodes          | 2012        |
| 2012 | Szex, hazugság, vészhelyzet                                                 | John Marchal                                                     | Artus de Penguern    | 2013        |
| 2012 | Vasárnapi apukák                                                            | Léo                                                              | Olivier Baroux       | 2012        |
| 2013 | 9 hónap letöltendő                                                          | Bob Nolan                                                        | Albert Dupontel      | 2014        |
| 2013 | A francia miniszter                                                         | Hector Marlier                                                   | Jean-Paul Farré      | 2014        |
| 2013 | A múlt                                                                      | Ahmad                                                            | Ali Mosaffa          | 2014        |
| 2013 | A Wall Street farkasa                                                       | Alden Kupferberg                                                 | Henry Zebrowski      | 2013        |
| 2013 | CBGB                                                                        | Merv Ferguson                                                    | Donal Logue          | 2014        |
| 2013 | Felcsípve                                                                   | Vincent Khan                                                     | Gilles Cohen         | 2013        |
| 2013 | Hamarosan…                                                                  | Moe                                                              | Rob Corddry          | 2013        |
| 2013 | Nyárutó                                                                     | Gerald                                                           | Clark Gregg          | 2014        |
| 2013 | Személyiségtolvaj                                                           | Sandy Patterson                                                  | Jason Bateman        | 2013        |
| 2014 | 22 Jump Street – A túlkoros osztag                                          | Egyetemi professzor                                              | Patton Oswalt        | 2014        |
| 2014 | Annie                                                                       | Michael J. Fox                                                   | Michael J. Fox       | 2014        |
| 2014 | Förtelmes főnökök 2.                                                        | Nick Hendricks                                                   | Jason Bateman        | 2014        |
| 2014 | Itthon, édes otthon                                                         | Judd Altman                                                      | Jason Bateman        | 2014        |
| 2014 | Robotzsaru                                                                  | Raymond Sellars                                                  | Michael Keaton       | 2014        |
| 2014 | Szexvideó                                                                   | Robby                                                            | Rob Corddry          | 2014        |
| 2015 | Egyes nők                                                                   | Fuller                                                           | Jared Harris         | 2017        |
| 2015 | Marguerite – A tökéletlen hang                                              | Monsieur Taupe                                                   | Jean-Yves Thual      | 2015        |
| 2015 | Váratlan vendég                                                             | Arthur Birling                                                   | Ken Stott            | 2018        |
| 2016 | A mélység kalandora                                                         | David Wolper                                                     | Adam Neill           | 2016        |
| 2016 | A vád tanúja (1. magyar szinkron)                                           | John Mayhew                                                      | Toby Jones           | 2017        |
| 2016 | Az utolsó emberig                                                           | Kirby                                                            | William H. Macy      | 2016        |
| 2016 | Hivatali karácsony                                                          | Josh                                                             | Jason Bateman        | 2016        |
| 2016 | Jöttünk, láttunk, visszamennénk 3. – A forradalom                           | Gonzague de Montmirail                                           | Franck Dubosc        | 2016        |
| 2016 | Norman: Egy New York-i szélhámos mérsékelt felemelkedése és tragikus bukása | Norman Oppenheimer                                               | Richard Gere         | 2017        |
| 2016 | Vincent és a világvége                                                      | Raf                                                              | Geert Van Rampelberg | 2017        |
| 2017 | A történet                                                                  | William P. Allens                                                | John Heard           | 2018        |
| 2017 | Forródrót                                                                   | Mitch                                                            | Sam Freed            | 2018        |
| 2017 | Kisasszonyok 1-3.                                                           | N/A                                                              | N/A                  | 2020        |
| 2017 | Kuzinom, Rachel                                                             | Couch                                                            | Simon Russell Beale  | 2017        |
| 2017 | Sztálin halála                                                              | Lavrentyij Berija                                                | Simon Russell Beale  | 2018        |
| 2017 | Wonder Wheel – Az óriáskerék                                                | Humpty                                                           | James Belushi        | 2017        |
| 2017 | Wonder Woman                                                                | Sir Patrick Morgan                                               | David Thewlis        | 2017        |
| 2018 | Az ember, aki megölte Don Quixote-t                                         | Rupert                                                           | Jason Watkins        | 2019        |
| 2018 | Éjszakai játék                                                              | Max                                                              | Jason Bateman        | 2018        |
| 2018 | Gotti                                                                       | Gaspipe Casso                                                    | Andrew Fiscella      | 2018        |
| 2018 | Hangosan dobogó szívek                                                      | Frank Fisher                                                     | Nick Offerman        | 2018        |
| 2018 | Jurassic World: Bukott birodalom                                            | Mr. Eversoll                                                     | Toby Jones           | 2018        |
| 2018 | Karácsonyi cserebere                                                        | Frank                                                            | Mark Fleischmann     | 2020        |
| 2018 | Meg – Az őscápa                                                             | Heller                                                           | Robert Taylor        | 2018        |
| 2018 | Mű szerző nélkül                                                            | Johann Barnert                                                   | Jörg Schüttauf       | 2020        |
| 2018 | Név nélküli történet                                                        | Massimo Vitelli                                                  | Antonio Catania      | 2020        |
| 2019 | Elrabolt világ                                                              | Charles Rittenhouse                                              | Alan Ruck            | 2019        |
| 2019 | Godzilla II. – A szörnyek királya                                           | Dr. Rick Stanton                                                 | Bradley Whitford     | 2019        |
| 2019 | Judy                                                                        | N/A                                                              | N/A                  | 2019        |
| 2020 | 10 nap anyu nélkül                                                          | Antoine Mercier                                                  | Franck Dubosc        | 2020        |
| 2020 | Családi testcsere                                                           | Alain                                                            | Franck Dubosc        | 2021        |
| 2020 | Eurovíziós Dalfesztivál: A Fire Saga története                              | Graham Norton                                                    | Graham Norton        | 2020        |
| 2020 | Karácsonyi cserebere: Az új hasonmás                                        | Frank                                                            | Mark Fleischmann     | 2020        |
| 2020 | Mank                                                                        | Louis B. Mayer                                                   | Arliss Howard        | 2020        |
| 2020 | Mennyit ér egy élet?                                                        | Ken Feinberg                                                     | Michael Keaton       | 2021        |
| 2021 | A fiú, akit Karácsonynak hívnak                                             | Topo atya                                                        | Toby Jones           | 2021        |
| 2021 | Főműsoridőben                                                               | Piotr                                                            | Cezary Kosiński      | 2021        |
| 2021 | King’s Man: A kezdetek                                                      | V. György / II. Vilmos / II. Miklós                              | Tom Hollander        | 2020        |
| 2021 | Végtelen                                                                    | Porter                                                           | Toby Jones           | 2022        |
| 2022 | A csoda                                                                     | Dr. McBrearty                                                    | Toby Jones           | 2022        |
| 2022 | A sziget szellemei                                                          | Colm Doherty                                                     | Brendan Gleeson      | 2022        |
| 2022 | A szomorúság háromszöge                                                     | Jarmo                                                            | Henrik Dorsin        | 2022        |
| 2022 | Amszterdam                                                                  | Paul Canterbury                                                  | Mike Myers           | 2022        |
| 2022 | Halványkék szemek                                                           | Dr. Daniel Marquis                                               | Toby Jones           | 2022        |
| 2023 | A bostoni fojtogató                                                         | DeLine nyomozó                                                   | Rory Cochrane        | 2024        |
| 2023 | Eileen voltam                                                               | Jim Dunlop                                                       | Shea Whigham         | 2023        |
| 2023 | Gyagyás gyilkosság 2.                                                       | Francisco                                                        | Enrique Arce         | 2023        |
| 2023 | Luther: A lemenő nap                                                        | David Robey                                                      | Andy Serkis          | 2023        |
| 2023 | Mission: Impossible – Leszámolás                                            | Jasper Briggs                                                    | Shea Whigham         | 2023        |
| 2024 | A házasság szentsége                                                        | Marian atya                                                      | Szymon Kusmider      | 2024        |
| 2024 | A majmok bolygója: A birodalom                                              | Trevathan                                                        | William H. Macy      | 2024        |
| 2024 | Horizont: Egy amerikai eposz                                                | Thomas Riordan törzsőrmester                                     | Michael Rooker       | 2024        |
| 2025 | Mission: Impossible – A végső leszámolás                                    | Jasper Briggs                                                    | Shea Whigham         | 2025        |

### Sorozatok
| Év        | Cím                                    | Szereplő                                                  | Színész           | Szinkron év |
| --------- | -------------------------------------- | --------------------------------------------------------- | ----------------- | ----------- |
| 1973      | A földön eltöltött idő 1-5.            | Fiatal Albert                                             | Mats Sturesson    | 1978        |
| 1973      | Maigret felügyelő nyomoz VII.          | Philippe                                                  | Fabrice Rouleau   | 1978        |
| 1974-1975 | A tigrisbrigát I-II.                   | Pujol felügíelő                                           | Jean-Paul Tribout | 1977        |
| 1977      | Ember az Atlantiszról                  | N/A                                                       | N/A               | 1983        |
| 1980      | Az utolsó zsivány 1-8.                 | Fitzpatrick                                               | Adrian Wright     | 1985        |
| 1984      | Derrick XII. (2. magyar szinkron)      | N/A                                                       | N/A               | 2008        |
| 1985      | Knight Rider IV.                       | Stocker                                                   | Reid Smith        | 1993        |
| 1986-1988 | Halló, halló! III-VII.                 | Alberto Bertorelli olasz kapitány                         | Gavin Richards    | 2001-2002   |
| 1986-1988 | Halló, halló! III-VII.                 | Alberto Bertorelli olasz kapitány                         | Roger Kitter      | 2001-2002   |
| 1987      | A klinika II.                          | Dr. Engel                                                 | Michael Kausch    | 1990        |
| 1987      | A mesemondó                            | Herceg                                                    | James Wilby       | 1990        |
| 1988      | Az óriási nyomozó (2. magyar szinkron) | Luca felügyelő                                            | Bernard Woringer  | 2001        |
| 1995      | Sandra hercegnő 1-8.                   | Pierre Francoeur                                          | Patrick Fierry    | 1997        |
| 1997      | Hegylakó VI.                           | Tynebridge                                                | Hugh Simon        | 2002        |
| 2000      | Félig üres I.                          | Dr. Grambs                                                | Gregg Daniel      | 2008        |
| 2002-2003 | Hegyimentők                            | Mike Bayliss                                              | Richard Graham    | 2005        |
| 2003      | Kórház a város szélén 20 év múlva      | Dr. Machovec                                              | Tomás Töpfer      | 2003        |
| 2005      | Három nő, egy nyári este 1-4.          | Michel Auvignon                                           | Martin Lamotte    | 2007        |
| 2005      | Született feleségek II.                | Ed Ferrara                                                | Currie Graham     | 2006        |
| 2010      | Nincs kettő séf nélkül                 | Cozzolino                                                 | Yari Gugliucci    | 2012        |
| 2011      | Félig üres VIII.                       | Michael J. Fox                                            | Michael J. Fox    | 2011        |
| 2011-2012 | Kaliforgia V-VI.                       | Richard Bates                                             | Jason Beghe       | 2012-2013   |
| 2012-2014 | Pusztító páros                         | Jack Cloth                                                | John Hannah       | 2012-2014   |
| 2017      | A Charité kórház I.                    | N/A                                                       | N/A               | 2021        |
| 2017      | Fülledt utcák I.                       | Bobby Dwyer                                               | Chris Bauer       | 2017        |
| 2017-2018 | C. B. Strike I-II.                     | Shanker                                                   | Ben Crompton      | 2018        |
| 2018      | Mocsár I.                              | Witold Wanycz                                             | Andrzej Seweryn   | 2021        |
| 2018      | Nyolc nap                              | N/A                                                       | N/A               | 2019        |
| 2018      | Rémes sztorik                          | Jim „Bull” Bidwell                                        | Dave Foley        | 2019        |
| 2018-2019 | Castle Rock                            | N/A                                                       | N/A               | 2018-2019   |
| 2019      | A Korona III.                          | Harold Wilson                                             | Jason Watkins     | 2019        |
| 2019      | Csernobil                              | Valerij Legaszov, a Kurcsatov Intézet kutatási igazgatója | Jared Harris      | 2019        |
| 2019      | Trigonometria                          | N/A                                                       | N/A               | 2020        |
| 2020      | A kívülálló                            | Terry Maitland                                            | Jason Bateman     | 2020        |
| 2020      | A Mandalóri II.                        | N/A                                                       | N/A               | 2022        |
| 2020      | Des                                    | Brian Masters                                             | Jason Watkins     | 2020        |
| 2020      | Devs                                   | Kenton                                                    | Zach Grenier      | 2020        |
| 2020      | Patria                                 | N/A                                                       | N/A               | 2020        |
| 2020      | Scarlet kisasszony és a Herceg I.      | Alfred Winters                                            | Aidan McArdle     | 2020        |
| 2020      | Tudhattad volna                        | N/A                                                       | N/A               | 2022        |
| 2020-2022 | McDonald és Dodds                      | N/A                                                       | N/A               | 2021-2022   |
| 2021      | A nagy pénzrablás: Tokiótól Berlinig   | Önmaga (Arturo Román)                                     | Enrique Arce      | 2021        |
| 2021      | Mocsár 1997 II.                        | Witold Wanycz                                             | Andrzej Seweryn   | 2021        |
| 2023      | Az Usher-ház bukása                    | Arthur Pym                                                | Mark Hamill       | 2023        |
| 2023      | Éjjeli ügynök I.                       | Henry                                                     | William MacDonald | 2023        |
| 2024      | Fallout I.                             | Wilzig                                                    | Michael Emerson   | 2024        |

### Hupikék törpikék
| Év        | Cím                                                     | Szereplő  | Szinkronhang     | Szinkron év |
| --------- | ------------------------------------------------------- | --------- | ---------------- | ----------- |
| 1976      | Hupikék törpikék és a csodafurulya (2. magyar szinkron) | Ügyifogyi | Roger Crouzet    | 1988        |
| 1981-1983 | Hupikék törpikék I-III.                                 | Ügyifogyi | William Callaway | 1988-1991   |
| 1982      | Hupikék törpikék: Bálint napi kívánságok                | Ügyifogyi | William Callaway | 1991        |
| 1982      | Hupikék törpikék: Törpkarácsony                         | Ügyifogyi | William Callaway | 1990        |
| 1983      | Hupikék törpikék: Törpolimpia                           | Ügyifogyi | William Callaway | 1991        |
| 1984      | Hupikék törpikék                                        | Ügyifogyi | William Callaway | 1987        |
| 1984      | Hupikék törpikék és Törpicur                            | Ügyifogyi | William Callaway | 1988        |
| 1986      | Hupikék törpikék VI.                                    | Ügyifogyi | William Callaway | 1989        |
| 2017      | Hupikék törpikék – Az elveszett falu                    | Hókuszpók | Rainn Wilson     | 2017        |

### Rajz- és animációs filmek
| Év   | Cím | Szereplő               | Szinkronhang        | Szinkron év |
| ---- | --- | ---------------------- | ------------------- | ----------- |
| 1939 | Gulliver utazásai (2. magyar szinkron) | Dávid herceg (ének)    | Lanny Ross          | 1994        |
| 1967 | A dzsungel könyve | A szőke keselyű        | Chad Stuart         | 1979        |
| 1969 | Csizmás Kandúr | Egérvezér fia          | Mizugaki Jóko       | 1976        |
| 1971 | Ali Baba és a negyven rabló | Dzsin                  | Tomita Kószei       | 1994        |
| 1975 | A kis hableány | Pillangóhal            | N/A                 | 1977        |
| 1976 | Csizmás Kandúr a világ körül | Cini                   | Jamamoto Keiko      | 1978        |
| 1976 | Púpos lovacska | Vány                   | Marija Vinogradova  | 1977        |
| 1976 | Vadnyugati mackókaland | Mackó Misi (Colargol)  | Irena Siempińska    | 1977        |
| 1977 | Dot és a kenguru (1. magyar szinkron) | Koala                  | N/A                 | 1980        |
| 1978 | Hárman Seholfalván | Fjodor Fjodorovics     | Marija Vinogradova  | 1981        |
| 1979 | A sziget lovasai | N/A                    | N/A                 | 1981        |
| 1980 | Maci Laci első karácsonya (1. magyar szinkron) | Tappancs               | Daws Butler         | 1989        |
| 1981 | A hattyúk tava (1. magyar szinkron) | Hans                   | Macukane Joneko     | 1982        |
| 1981 | A kis egyszarvú | Ördög                  | N/A                 | 1985        |
| 1982 | Maci Laci ajándéka (1. magyar szinkron) | Tappancs               | Daws Butler         | 1990        |
| 1983 | A hercegnő és a robot | Robot                  | André Luís          | 1987        |
| 1985 | Gondos bocsok | Csupa szív bocs        | Billie Mae Richards | 1989        |
| 1988 | Olivér és társai (1. magyar szinkron) | Einstein               | Richard Mulligan    | 1990        |
| 1989 | Wallace és Gromit: A nagy sajttúra (1. magyar szinkron) | Wallace                | Peter Sallis        | 1996        |
| 1990 | Chip és Dale – A Csipet Csapat – III/1. rész: Zümzüm, gyere haza! (1. magyar szinkron)Chip és Dale – A Csipet Csapat – III/5. rész: A kutyákat lelövik, ugye? (1. magyar szinkron) | Dale                   | Corey Burton        | 1991        |
| 1993 | Wallace és Gromit: A bolond nadrág (1. magyar szinkron) | Wallace                | Peter Sallis        | 1996        |
| 1995 | Wallace és Gromit: Birka akció (1. magyar szinkron) | Wallace                | Peter Sallis        | 1996        |
| 1999 | South Park – Nagyobb, hosszabb és vágatlan (első-két magyar szinkron) | Kanadai ENSZ-képviselő | N/A                 | 2000        |
| 1999 | South Park – Nagyobb, hosszabb és vágatlan (első-két magyar szinkron) | Mr. Herbert Garrison   | Trey Parker         | 2010        |
| 2001 | Trisztán és Izolda | Puck                   | Jacques Balutin     | 2003        |
| 2005 | A bűvös körhinta | Brian                  | Michel Galabru      | 2005        |
| 2011 | A rabbi macskája | A rabbi                | Maurice Bénichou    | 2013        |
| 2012 | Boszi seprűnyélen | N/A                    | N/A                 | 2016        |
| 2013 | A szörny mentőakció | Gary Supernova         | Rob Corddry         | 2014        |
| 2014 | Az élet könyve | Pancho Rodriguez       | Cheech Marin        | 2014        |
| 2018 | Luis és a Zűrlények | Armin Sonntag          | Dermot Magennis     | 2018        |
| 2019 | Latte és a titokzatos varázskő | Aken                   | Eric Saleh          | 2019        |
| 2020 | Trollok a világ körül | Trollzart              | Gustavo Dudamel     | 2020        |
| 2024 | Niko, a rénszarvas – Az északi fényen túl | Julius                 | Dermot Magennis     | 2024        |

### Rajzfilm- és animációs sorozatok
| Év        | Cím                                                       | Szereplő             | Szinkronhang    | Szinkron év |
| --------- | --------------------------------------------------------- | -------------------- | --------------- | ----------- |
| 1972      | A zöld erdő meséi                                         | N/A                  | N/A             | 1983        |
| 1975      | Maja, a méhecske I.                                       | Méhőr #1LajosKabóca  | N/A             | 1991        |
| 1979      | Don Quijote de la Mancha (1. magyar szinkron)             | N/A                  | N/A             | 1984        |
| 1979      | Jamie és a csodalámpa III.                                | Jamie                | Brian Trueman   | 1990        |
| 1981      | Mickey és Donald                                          | Dale                 | Dessie Flynn    | 1987        |
| 1983      | Csip-csup csodák                                          | N/A                  | N/A             | 1988        |
| 1982-1984 | Alvin és a mókusok I-II.                                  | N/A                  | N/A             | 1989        |
| 1985      | Praclifalva lakói 1-13.                                   | Harci Pracli         | Thom Pinto      | 1989        |
| 1986      | Óz, a nagy varázsló                                       | Nóm király           | Szaka Oszamu    | 1994        |
| 1989      | A brémai muzsikusok                                       | IgorBagoly           | N/A             | 1994        |
| 1989-1990 | Chip és Dale – A Csipet Csapat I-II. (1. magyar szinkron) | Dale                 | Corey Burton    | 1990-1991   |
| 1993      | Tesz-Vesz város I.                                        | Mosona úr            | Richard Binsley | 1995        |
| 1996      | Krokodil kommandó                                         | Johnny               | Daniel Beretta  | 1998-1999   |
| 2004-     | South Park (5. évadtól)                                   | Mr. Herbert Garrison | Trey Parker     | 2005-       |
| 2007      | A bűvös körhinta I.                                       | Brian                | N/A             | 2008        |
| 2009      | Mú Mama és a varjú                                        | Varjú                | Johan Ulveson   | 2010        |
| 2009-2012 | A Cleveland-show                                          | Tim, a medve         | Seth MacFarlane | 2010-2013   |

## Hangjátékok
- Cooper: Az utolsó mohikán (1977)
- Lengyel Balázs: A szebeni fiúk (1977)
- A csizmás kandúr (1981)
- Mikszáth Kálmán: Akli Miklós (1982)
- Vörösmarty Mihály: A fátyol titkai (2000)
- Fallon, Padraic: Diarmuid és Grania (2001)
- Dragomán György: Kalucsni (2011)
- Időfutár (2013–)

## Cd-k és hangoskönyvek
- Julia Donaldson – Axel Scheffler: A graffaló + 6 másik mese
- Fekete István: Vuk
- Bächer Iván: Hatlábú (ebkönyv)
- Bächer Iván: Zene-szó 1. – Vendég

## Díjai
- Jászai Mari-díj (1998)
- POSZT: Legjobb férfi alakítás (MASZK-díj: Sirály – Szorin) (2004)
- A színikritikusok díja: Legjobb férfi főszereplő (2006)
- Gundel művészeti díj (2007)
- A Magyar Köztársasági Érdemrend lovagkeresztje (2007)
- IX. Pécsi Országos Színházi Találkozó: Legjobb férfi főszereplő (Bérháztörténetek 0.1) (2009)